# Jászdózsa
Jászdózsa là một thị trấn thuộc hạt Jász-Nagykun-Szolnok, Hungary. Thị trấn này có diện tích 42,86 km², dân số năm 2010 là 2167 người, mật độ 51 người/km².